# Chavelot
Chavelot ist eine französische Gemeinde mit 1372 Einwohnern (Stand 1. Januar 2022) im Département Vosges in der Region Grand Est. Sie gehört zum Arrondissement Épinal und zum Gemeindeverband Épinal.

## Geografie
Die Gemeinde Chavelot liegt sieben Kilometer nördlich von Épinal, der Hauptstadt (Präfektur) des Départements Vosges. Das 6,2 Quadratkilometer große Gemeindegebiet von Chavelot umfasst ein Areal zwischen der Mosel, die das Gemeindegebiet im Osten begrenzt, dem westlich der Mosel parallel verlaufenden Canal des Vosges und dem nach Westen hin allmählich ansteigenden Waldgebiet des Forêt de Souche-Thaon, an dem die Gemeinde einen etwa 50 ha großen Anteil hat. Zwischen Mosel und Canal des Vosges, von dem drei seiner insgesamt 93 Schleusen auf dem Gebiet Cavelots liegen, wurden zur Baustoffgewinnung drei Kiesgruben ausgehoben, deren Fläche zusammen etwa 35 ha beträgt.
Das Siedlungsgebiet um den alten Dorfkern von Chavelot konzentriert sich in der nördlichen Hälfte des Gemeindegebietes am linken Ufer der Mosel, deren Talboden hier nur 200 Meter breit ist. Im Norden geht das Siedlungsgebiet nahtlos in das der Gemeinde Thaon-les-Vosges über, im Süden ist Chavelot durch Industriegebiete direkt mit Golbey verbunden, sodass sich ein zusammenhängendes bebautes Gebiet entlang der Mosel von etwa 18 Kilometern Länge ergibt.
Chavelot hat einen typischen Vorstadtcharakter, neben dem kleinen alten Dorfkern rund um die Kirche dominieren in der Gemeinde Einfamilienhäuser, die in den letzten 50 Jahren entstanden.
Nachbargemeinden von Chavelot sind Thaon-les-Vosges im Norden und Nordosten, Dogneville im Osten, Golbey im Süden sowie Domèvre-sur-Avière im Südwesten und Westen.

## Geschichte
Chavelot entstand an der Römerstraße, die entlang der Mosel nach Norden führte.

### Bevölkerungsentwicklung
| Jahr      | 1962 | 1968 | 1975 | 1982 | 1990 | 1999 | 2006 | 2012 | 2021 |
| Einwohner | 1160 | 1234 | 1178 | 1501 | 1620 | 1480 | 1493 | 1479 | 1368 |

Im Jahr 1990 wurde mit 1620 Bewohnern die bisher höchste Einwohnerzahl ermittelt. Die Zahlen basieren auf den Daten von cassini.ehess und INSEE.

## Sehenswürdigkeiten
- Kirche Saint-Èvre (St. Aper)

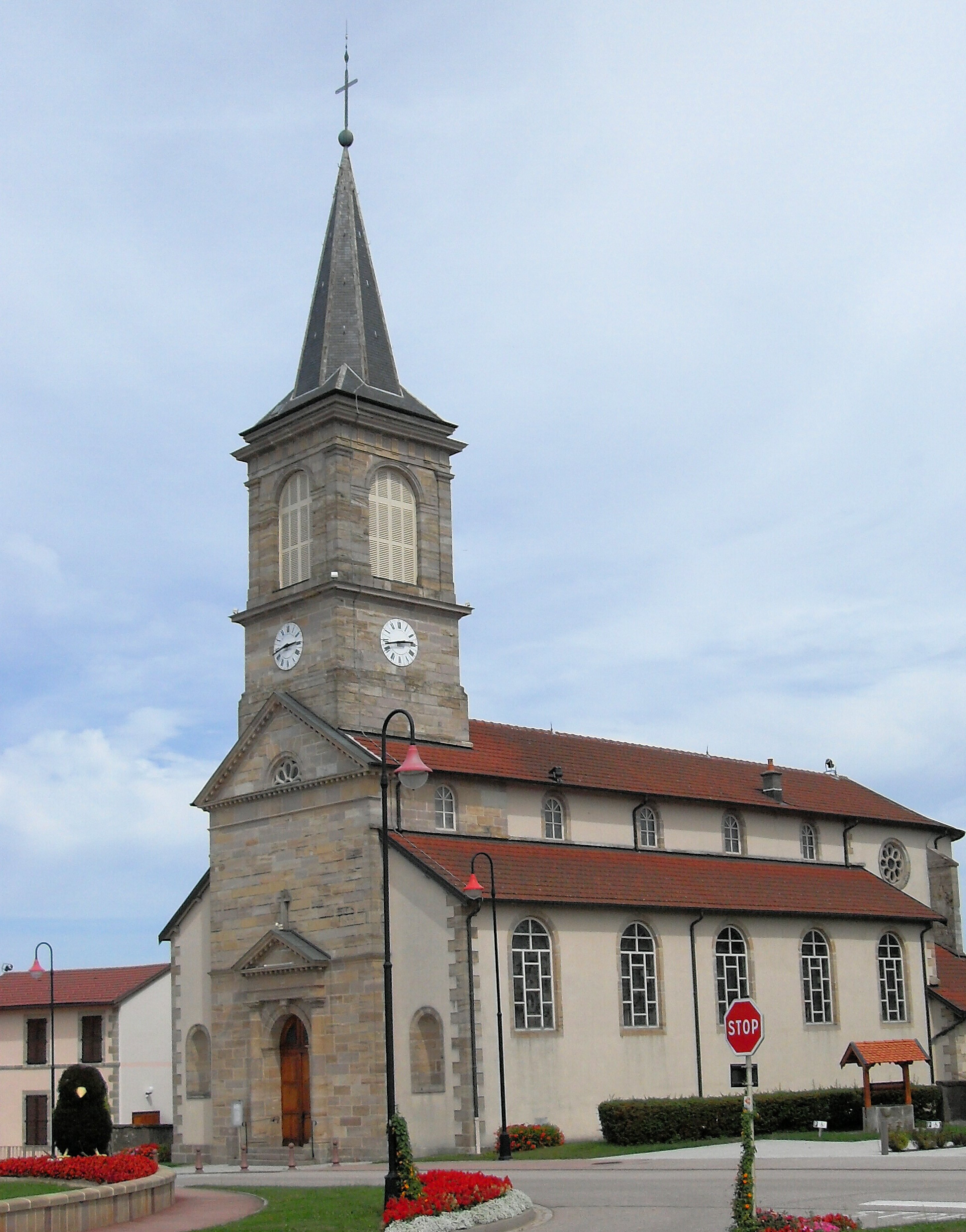
Kirche Saint-Èvre
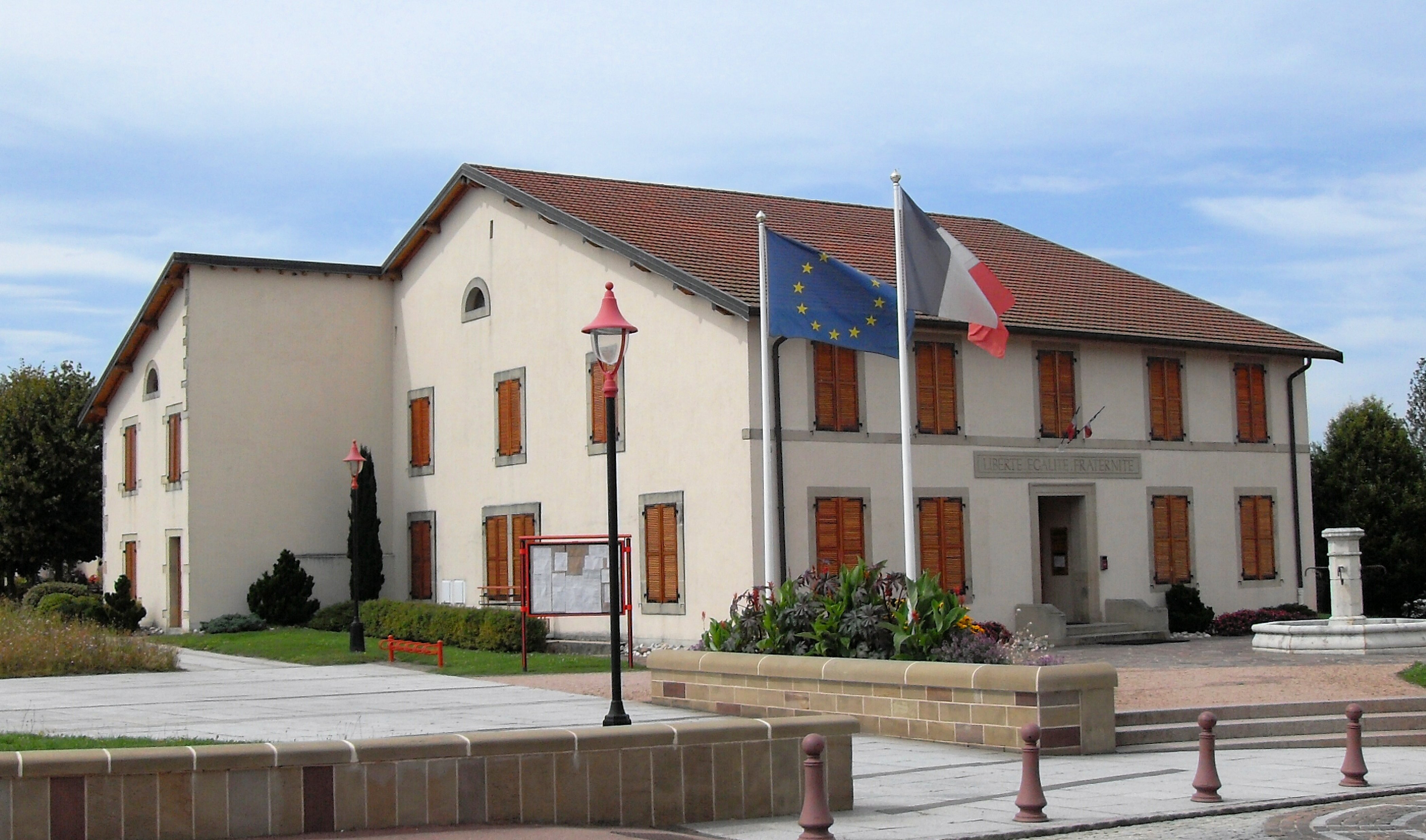
Rathaus (mairie)

## Wirtschaft und Infrastruktur
In Chavelot gibt es viele kleinere und mittlere Industrie-, Handels- und Dienstleistungsunternehmen. Durch die zentrale Lage und die günstige Verkehrsanbindung haben sich in Chavelot vor allem Logistik- und Transportunternehmen niedergelassen. Das Unternehmen Accor betreibt im Gewerbegebiet La Cobrelle ein Formel-1-Hotel. Zur Produktpalette der Betriebe in den drei Gewerbegebieten Fougère, La Cobrelle und Prés de Droué gehören heute Beton, Gips, Rundfunk-, Fernseh- und Nachrichtentechnik, Möbel, Matratzen, Pelzwaren sowie Holzprodukte.
Chavelot hat einen Kindergarten, eine Grundschule und eine Musikschule.
Durch die Nähe zu Épinal ist Chavelot durch Fernstraßen mit allen umliegenden Gebieten verbunden. So verlaufen die zweispurige Route nationale 57 (E 23) von Metz über Épinal nach Besançon und die Departementsstraße D 166a (nach Neufchâteau) durch das Gemeindegebiet von Chavelot. Die Bahnlinie Nancy-Épinal-Remiremont, die vom Unternehmen TER Lorraine betrieben wird, führt ohne Haltepunkt durch Chavelot, der nächste Bahnhof an dieser Strecke liegt im benachbarten Thaon-les-Vosges.

## Belege
1. ↑  Chavelot auf cassini.ehess
2. ↑  Chavelot auf INSEE
3. ↑  bilans.net: Sociétés de Chavelot classées par activité (Memento vom 23. Dezember 2011 im Internet Archive) (französisch)